# شویلر کاررون
شویلر کاررون (انگلیسی: Schuyler Carron; ۲۴ اوت ۱۹۲۱ – ۱۵ ژوئن ۱۹۶۴)از برندگان مدال‌های بازی‌های المپیک زمستانی اهل ایالات متحده آمریکا بود.